# België op het Eurovisiesongfestival 1988
Concours Eurovision de la Chanson - finale nationale 1988 was de Belgische preselectie voor het Eurovisiesongfestival 1988, dat gehouden zou worden in de Ierse hoofdstad Dublin.
Na de erg dure organisatie van het Songfestival in Brussel in 1987, opteerde de Franstalige omroep voor een bescheiden voorronde. Patrick Duhamel stelde op 27 februari vanuit de RTBF-studio's in Brussel twaalf kandidaten voor. Later op de avond kondigde Pierre Meyer de winnaar aan.
In Dublin beleefde België na de relatief goede uitslagen van de voorbije jaren een anticlimax: Reynaert kreeg amper vijf punten. Hiermee behaalde hij een achttiende plaats op 21 deelnemers.

## Uitslag
| Plaats | Artiest                           | Lied                          |
| ------ | --------------------------------- | ----------------------------- |
| 1      | Reynaert                          | Laissez briller le soleil     |
| 2      | Cap Segal                         | Les couleurs de tes nuits     |
| 2      | Gil Cassan                        | Fragile                       |
| 2      | Yannick Darkman & Samantha Gilles | Exister pour aimer            |
| 2      | Nathalie D.                       | S'évader                      |
| 2      | Marianne Eden & Nico Zangardi     | L'oeil médiatique             |
| 2      | Frank Michael & Martine Laurent   | Mélodie                       |
| 2      | Chantal Nicaise                   | On a...                       |
| 2      | Gianni Polizzi                    | Betty Blue                    |
| 2      | Frederic Ruymen                   | Puisque l'amour ne suffit pas |
| 2      | Fabienne Sevrin                   | Laissez-nous croire           |
| 2      | Perdu dans l'infini               | Toxic                         |

## In Dublin
België trad op als 16de deelnemer van de avond, na Noorwegen en voor Luxemburg. Aan het einde van de avond stond België op de achttiende plaats met 5 punten.
Nederland had geen punten over voor de inzending.

### Gekregen punten

#### Finale
| 12 punten   | 10 punten | 8 punten | 7 punten | 6 punten |
| ----------- | --------- | -------- | -------- | -------- |
|             |           |          |          |          |
| 5 punten    | 4 punten  | 3 punten | 2 punten | 1 punt   |
| - Frankrijk |           |          |          |          |

### Punten gegeven door België

#### Finale
Punten gegeven in de finale:
| 12 punten | Verenigd Koninkrijk |
| 10 punten | Israël              |
| 8 punten  | Luxemburg           |
| 7 punten  | Denemarken          |
| 6 punten  | Spanje              |
| 5 punten  | Ierland             |
| 4 punten  | Zwitserland         |
| 3 punten  | Noorwegen           |
| 2 punten  | Frankrijk           |
| 1 punt    | Zweden              |

1956 · 1957 · 1958 · 1959 · 1960 · 1961 · 1962 · 1963 · 1964 · 1965 · 1966 · 1967 · 1968 · 1969 · 1970 · 1971 · 1972 · 1973 · 1974· 1975 · 1976 · 1977 · 1978 · 1979 · 1980 · 1981 · 1982 · 1983 · 1984 · 1985 · 1986 · 1987 · 1988 · 1989 · 1990 · 1991 · 1992 · 1993 · 1994 · 1995 · 1996 · 1997 · 1998 · 1999 · 2000 · 2001 · 2002 · 2003 · 2004 · 2005 · 2006 · 2007 · 2008 · 2009 · 2010 · 2011 · 2012 · 2013 · 2014 · 2015 · 2016 · 2017 · 2018 · 2019 · 2020 · 2021 · 2022 · 2023 · 2024 · 2025